# Deblois (Île-du-Prince-Édouard)
DeBlois est une communauté dans le comté de Prince de l'Île-du-Prince-Édouard, au sud-ouest de Tignish.